# Orxata
|  | Per a altres significats, vegeu «Orxata (desambiguació)». |

L'orxata és el nom que s'empra per a diferents tipus de begudes vegetals. Es pot fer de xufes, ordi, ametles, avellanes o arròs. Es considera orxata natural quan no ha sigut sotmesa a un tractament tèrmic.

## Etimologia
El nom prové probablement d'ordiata, fet d'ordi (del llatí hordeum). De fet, en italià actual l'orxata s'anomena orzata, essent orzo la traducció del llatí hordeum.
La primera recepta d'orxata que es coneix amb eixe nom era d'ametlles i data del 1748. La primera menció d'orxata de xufa (més econòmica i popular que la d'ametlla) data del 1762, en el tractat de “Historia de las plantas que se crían en España" de D. Joseph Quer.

## Orxata de xufes
Al País Valencià la forma més popular és l'orxata de xufes, que es fa, exclusivament, d'aigua, xufes i sucre. Se servix molt gelada o granissada, com un refresc, acompanyada sovint de fartons. També se'n poden fer gelats. L'orxata és un producte nutritiu, d'aspecte lletós, considerada una llet vegetal, amb un elevat contingut de midó, greixos, sucres i proteïnes. A més a més, és rica en elements minerals i vitamines, entre els quals destaquen el fòsfor, el potassi i les vitamines E i C.
Té un consell regulador per tal d'assegurar la qualitat del producte i la Denominació d'Origen. El poble d'Alboraia (l'Horta Nord) és conegut per la qualitat de les seues orxates.
Fora del País Valencià es confon a vegades (encara que cada dia menys) amb la "llet preparada", que es fa amb llet, llima, sucre i canella, també dita llet merengada.

### Història
A mitjan segle XVIII l’aigua d’ordi va passar a ser d’ametlla, de manera que l’orxata era un liquat d’ametlles. Això va passar perquè l’ametlla costava un dineral i la beguda era un luxe només a l’abast dels rics. Posteriorment i atès que el preu d’un quilo d’ametlles equivalia a 13 kg de xufles, van passar a fer-la a partir del tubercle hidratat per abaratir-la. Això només passava a la zona de València, ja que la xufla es conrea exclusivament a la comarca de l’Horta Nord. A la resta del País Valencià o no bevien aquesta beguda o continuava essent d’ametlla o d’altres llavors i cereals.
Per la dècada del 2010 es produeixen a la província de València 3.000 tones de xufes cultivades a 400 hectàrees.
El 2017 el consell regulador va denunciar que molts fabricants d'orxata de xufa utilitzen la marca València venent xufa que no s'origina a València, sinó que sol ser d'Àfrica, d'on és dues vegades més barata.

### Fabricació i distribució industrial
A la comarca de l'Horta i, en general, a tot el País Valencià, hi ha orxateries artesanes que produeixen l'orxata directament de la matèria primera (la xufa), amb els altres dos ingredients: l'aigua i el sucre. Per contra, a l'hora d'adquirir orxates fabricades en supermercats (fins i tot al País Valencià) i en moltes gelateries fora del país, l'autenticitat del producte (i dels seus ingredients) és molt qüestionable.
Tradicionalment es feia servir l'orxatera per a consumir-la granissada quan encara no hi havia congeladors a les cases i el gel es comprava a venedors ambulants. Es posava entre els dos recipients que la formen per refredar-la i amb sal es desfeia el gel per afavorir el procés de congelació de l'orxata. El recipient exterior era fet de suro natural amb una capa de quitrà per dintre per a segellar-lo mentre que l'altre recipient d'acer contenia l'orxata. També es feia servir per a granissar altres productes com ara cafè o suc de llima.
En el cas de comprar orxates en supermercats o grans superfícies, les congelades solen preservar els ingredients originals i s'assemblen més a l'orxata original que es consumeix a la comarca de L'Horta. En canvi, les orxates líquides solen portar sorpreses. Com a exemple, la marca més coneguda d'orxates, Chufi, inclou "proteïnes de llet" en les seues orxates. Açò es deu al fet que un baix contingut de xufes (que és un producte més car que els derivats de la llet) deixa l'orxata aigualosa i insípida. Per tal de donar-hi més sabor i per a facilitar el procés d'uperització o pasteurització s'hi afigen estos derivats lactis, gust que hom nota immediatament. Tanmateix, esta pràctica té l'aval de la Denominació d'Origen Orxata de València.

### Nutrients
Quan no són processades amb un tractament tèrmic tenen més fosfolípids, arginina i vitamina B7. En el cas de l'arginina, les orxates naturals en contenen cinc vegades més.

## Altres orxates

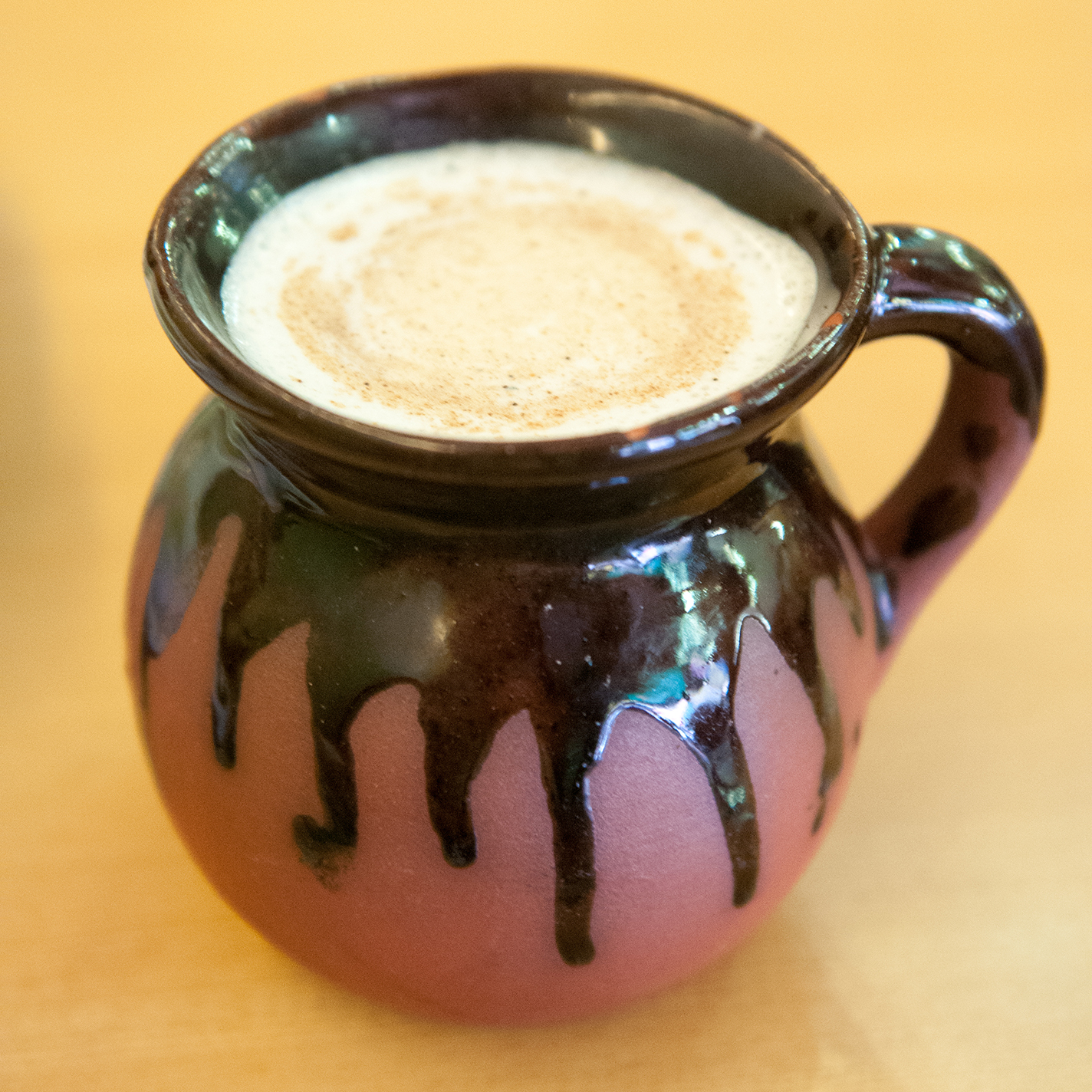
Orxata mexicana calenta

A Mèxic és molt popular l'orxata d'arròs. Es fa d'arròs i s'hi poden afegir llet i altres ingredients com canyella, llima dolça o vainilla.
Cal dir que al País Valencià hom fa distinció entre l'orxata granissada i la líquida, dient a la segona simplement "líquida" sense el mot principal: orxata.
L'orxata d'arròs, ara pràcticament desapareguda i que abans era la més usual entre els llauradors a València perquè l'arròs era més barat que la xufa, s'anomena "substància".